# Darwinneon crypticus
La Darwinneon es un género de arañas saltadoras. Su única especie, D. crypticus, sólo se localiza en las islas Galápagos.

## Nombre
El nombre del género es un compuesto de la relación entre el género Neon y Charles Darwin. Crypticus significa "escondido" en latín.